# Chenal Laurentien
Pour les articles homonymes, voir Chenal.
Le Chenal Laurentien est une vallée sous-marine d'origine glaciaire, située dans le golfe du Saint-Laurent et orientée du nord-ouest au sud-est, 

Profondeurs/bathymétrie du golfe du Saint-Laurent.

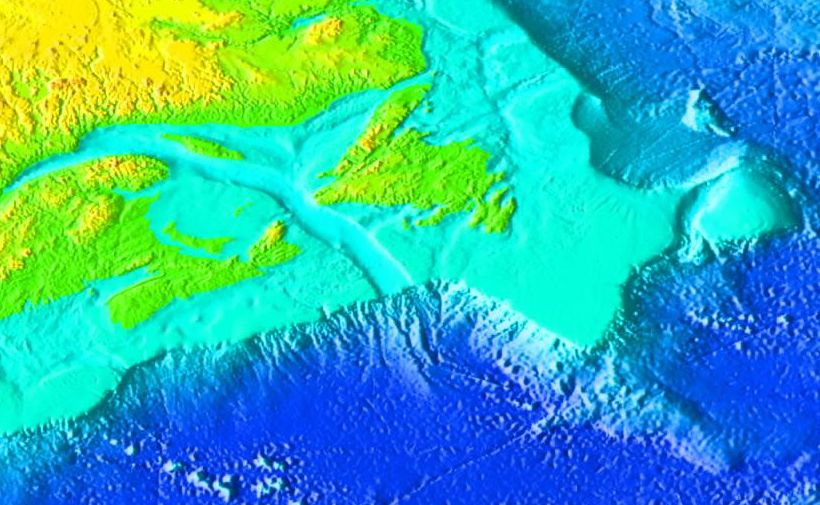
Bathymétrie du Golfe du Saint-Laurent, jusqu'à la plaine abyssale de Sohm

Il s'étend sur 1 400 km à la sortie de l'estuaire du Saint-Laurent dont il est le prolongement dans l'Océan Atlantique. Il longe l'île d'Anticosti puis passe entre Terre-Neuve et l'île du Cap-Breton. La circulation estuarienne y transporte sur des eaux provenant de l'Atlantique Nord qui entrent dans le golfe du Saint-Laurent par le détroit de Cabot, jusqu'à la région de Tadoussac.
En bordure, on y trouve notamment les Îles de la Madeleine et l'ancien phare du Rocher-aux-Oiseaux.
Une partie est protégée par la zone de protection marine du chenal Laurentien.

## Conséquences du réchauffement des eaux de fonds du chenal laurentien
Les données scientifiques recueillies indiquent que les concentrations d'oxygène dans les eaux du chenal à 250 m et plus de profondeur, baissent depuis les années 1930. En 2021, elles révèlent une concentration la plus faible jamais calculée, soit « moins de 10 % » de ce que l'on retrouve dans les eaux de surface, alors que le seuil définissant une hypoxie sévère est un taux de saturation en oxygène (en) de 20 %. Cette hypoxie persistante due au réchauffement climatique est une préoccupation croissante pour le fonctionnement des écosystèmes marins, notamment l'impact sur la faune benthique et pélagique. En effet, ce taux d'oxygène favorise de développement de bactéries en milieu anoxique qui utilisent d’autres oxydants pour l'oxydation de la matière organique (oxydes de fer et de manganèse qui absorbent très bien les métaux lourds et d'autres éléments toxiques pouvant être relâchés dans l'eau lors de leurs dissolutions). De plus, l'activité bactérienne peut aussi produire des sulfures toxiques pour la faune.